# Hemithea vivida
Hemithea vivida là một loài bướm đêm trong họ Geometridae.